# Сан-Лоренцелло
Сан-Лоренцелло (итал. San Lorenzello) — коммуна в Италии, располагается в регионе Кампания, подчиняется административному центру Беневенто.
Население составляет 2343 человека, плотность населения составляет 180 чел./км². Занимает площадь 13 км². Почтовый индекс — 82030. Телефонный код — 0824.
Покровителем коммуны почитается священномученик Лаврентий, архидиакон, празднование 10 августа.